# Парламентарни избори у Русији 2021.
Избори за Државну думу Федералне скупштине Руске Федерације 2021. одржани су 17.-19. септембра 2021. Изборни праг је постављен на 5%. Победник избора је странка Јединствена Русија, која је обезбедила двотрећинску већину у Руској Думи. Избори су трајали два дана, због пандемије ЦОВИД-19, такође је уведено и паметно гласање путем интернета.
Петнаест политичких странака пријавило се за учешће, од којих је 14 имало загарантован аутоматски приступ гласачким листићима, а једна је неуспешно покушала да се укључи прикупљањем потписа бирача. Половина, или 225 места, Државне думе изабрана је путем законодавних изборних јединица, осталих 225 места изабрано је путем страначких листа, које покривају целу Русију.

## Посматрачи на изборима
Влада забранила је представницима Организације за европску безбедност и сарадњу (ОЕБС) обављање активности надгледања избора, руска влада је навела забринутост због ЦОВИД-19, али није навела детаље. ОЕБС је известио да су руске власти инсистирале на томе да се број посматрача канцеларије ОЕБС-а за демократске институције и људска права ограничи на 50, а број посматрача парламентарне скупштине ОЕБС-а на десет, иако је одговор руске владе на пандемију ЦОВИД-19 био ограничен, у то време није било ограничења спречавала распоређивање пуне посматрачке мисије за изборе. То је био први пут од 1993. године да ОЕБС неће учествовати у посматрању избора у Русији. ОЕБС је раније утврдио да ће за поуздану процену процеса бити потребно 420 краткорочних и 80 дугорочних посматрача. Суочен са великим ограничењима у погледу слободе посматрања, ОЕБС је одлучио да уопште не шаље тим за праћење, присуствовала би само симболична делегација. 
У августу 2021. године, руска влада је одредила Голоса (јединог независног посматрача избора у земљи) за „страног агента” према закону о руским страним агентима, овај потез је ометао способност групе да посматра изборе. Парламентарна скупштина Савета Европе најавила је да ће послати трочлану мисију у Москву на изборе. Србија је такође послала своје представнике да прате изборе.

## Резултати
|                  |                  |                                       |             |        |         |  |  |  |  |  |  |  |
| Бр.              | Бр.              | Партија                               | Гласови     | %      | Мандати |  |  |  |  |  |  |  |
|                  | 1.               | Јединствена Русија                    | 28.064.258  | 49,82  | 324     |  |  |  |  |  |  |  |
|                  | 2.               | Комунистичка партија Руске Федерације | 10.660.599  | 18,93  | 57      |  |  |  |  |  |  |  |
|                  | 3.               | Либерално-демократска партија Русије  | 4.252.096   | 7,55   | 21      |  |  |  |  |  |  |  |
|                  | 4.               | Праведна Русија                       | 4.201.715   | 7,46   | 27      |  |  |  |  |  |  |  |
|                  | 5.               | Нови људи                             | 2,997,676   | 5,32   | 13      |  |  |  |  |  |  |  |
|                  |                  |                                       |             |        |         |  |  |  |  |  |  |  |
|                  | 6.               | Партија пензионера                    | 1.381.890   | 2,45   | 0       |  |  |  |  |  |  |  |
|                  | 7.               | Јаблоко                               | 753.280     | 1,34   | 0       |  |  |  |  |  |  |  |
|                  | 8.               | Комунисти Русије                      | 715,685     | 1,27   | 0       |  |  |  |  |  |  |  |
|                  | 9.               | Руска еколошка странка зелених        | 512.420     | 0,91   | 0       |  |  |  |  |  |  |  |
|                  | 10.              | Родина                                | 450,437     | 0,80   | 1       |  |  |  |  |  |  |  |
|                  | 11.              | Странка слободе и правде              | 431.559     | 0,77   | 0       |  |  |  |  |  |  |  |
|                  | 12.              | Зелена алтернатива                    | 357.855     | 0,64   | 0       |  |  |  |  |  |  |  |
|                  | 13.              | Странка раста                         | 291.483     | 0,52   | 1       |  |  |  |  |  |  |  |
|                  | 14.              | Грађанска платформа                   | 86.964      | 0,15   | 1       |  |  |  |  |  |  |  |
|                  | 15.              | Независни                             | 646.950     | 1,18   | 5       |  |  |  |  |  |  |  |
| Неважећи листићи | Неважећи листићи | Неважећи листићи                      | 1.173.291   | 1,11   | —       |  |  |  |  |  |  |  |
| Укупно (51,72%)  | Укупно (51,72%)  | Укупно (51,72%)                       | 109 204 662 | 100,00 | 450     |  |  |  |  |  |  |  |